# 4106 Nada
4106 Nada este un asteroid din centura principală, descoperit pe 6 martie 1989 de Toshiro Nomura și Koyo Kawanishi.